# 생금초등학교
생금초등학교는 대한민국 경기도 시흥시에 있는 공립 초등학교이다.

## 학교 연혁
- 2008.12.17 학교신설 실시 계획 승인신청
- 2010.02.24 교통환경 영향 평가
- 2010.01.08 경기도교육청 자체 투자심사
- 2010.02.22 교육부 중앙 투자심사
- 2011.02.18 경기도시흥교육지원청 학교설립 심의
- 2011.03.04 경기도교육청 학교설립 계획 심의
- 2012.12.27 생금초 신설 공사 착공
- 2013.07.18 학교명 선정(생금초등학교, 生金初等學校)
- 2014.01.11 생금초등학교 시설 준공
- 2014.01.16 생금초등학교 사용승인 허가
- 2014.03.01 초대 전윤경 교장 취임
- 2014.03.01 개교(초 7, 유1, 8학급 개교)
- 2015.02.13 제1회 졸업식(졸업생수 21명)
- 2015.03.01 초등학교 15학급 편성, 병설유치원 2학급 편성, 특수학급 1학급 편성

## 참고 자료
- 생금초등학교 - 한국교육학술정보원 학교알리미